# آبگرم معدنی شوط
آبگرم معدنی شوط یا ایستی سو در حاشیه مسکن مهر شهر شوط در شمال استان آذربایجان غربی در شمال غرب کشور ایران قرار گرفته‌است.
آبگرم معدنی دارای دو سرچشمه اصلی است که به فاصله تقریبی ۴۰ متری بر روی پشته ای با ارتفاعی متفاوت از هم واقع شده‌اند.
مظهر اصلی چشمه را یک حوضچه طبیعی به شکل نامنظم تشکیل می‌دهد که در اثر رسوب گذاری آب آن حوضچه‌های طبیعی و جالبی را به وجود آورده‌است که روی حوضچه‌ها استخرهایی ساخته شده‌است و آب گازدار به‌طور دائمی جوشان و جریان دارد.
کمی ترش مزگی و بی‌رنگ از ویژگی آب این چشمه است و ترکیبات بیکربنات مخلوط گازدار و آهن دار را در خود دارد.
از خواص درمانی آن بیشتر برای درمان ناراحتی‌های پادرد و نیز به صورت استحمام برای تسکین درد مفاصل استفاده می‌شود، آب گازدار از قسمت غربی حوضچه از زمین بیرون می‌آید و از مجرایی که در جنوب غربی حوضچه قرار دارد خارج می‌شود.
در شمال غربی چشمه اصلی، سه حوضچه دیگر نیز وجود دارد که مجاری خروج آب آن‌ها در سطح تپه نمایان است.
در حال حاضر مجتمع آب‌درمانی آبگرم معدنی شوط در زمینی به مساحت ۳هکتار با زیربنای ۱۸۰۰مترمربع با چهار استخر مجزا و سرپوشیده برای بانوان و آقایان، بوفه، سرویس بهداشتی و فضای سبز، آلاچیق، پارکینگ و محل بازی کودکان، در دسترس گردشگران داخلی و خارجی است.